# بليني (أكلة)
بليني هي بان كيك روسية  تصنع عادة من القمح أو من الحنطة السوداء (نادراً) وتقدم مع الكريمة الحامضة، كوارك، زبدة أو الكافيار.